# 库德赖欧佩什
库德赖欧佩什（法語：Coudray-au-Perche，法語發音：[kudʁɛ o pɛʁʃ]，意为“在佩什的库德赖”）是法国厄尔-卢瓦省的一个市镇，属于诺让勒罗特鲁区。

## 地理
库德赖欧佩什（48°13'56"N, 0°51'24"E）面积14.64 平方千米，位于法国中央-卢瓦尔河谷大区厄尔-卢瓦省，该省份为法国北部内陆省份，北起顺时针与厄尔省、伊夫林省、埃松省、卢瓦雷省、卢瓦-谢尔省、萨尔特省和奧恩省接壤。
与库德赖欧佩什接壤的市镇（或旧市镇、城区）包括：苏昂塞欧佩什、维谢尔、欧通迪佩尔什。
库德赖欧佩什的时区为UTC+01:00、UTC+02:00（夏令时）。

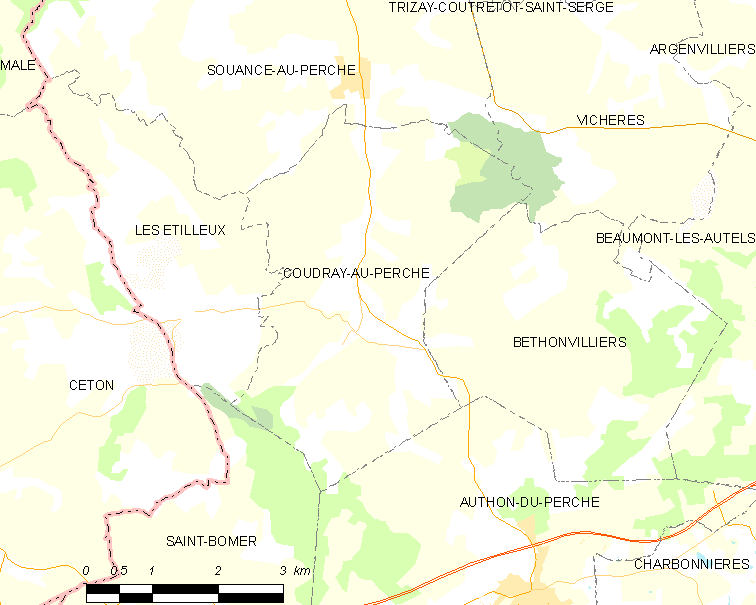
库德赖欧佩什的OSM定位图

## 行政
库德赖欧佩什的邮政编码为28330，INSEE市镇编码为28111。

## 政治
库德赖欧佩什所属的省级选区为布鲁县 (法国)。

## 人口

1962-2008年间库德赖欧佩什人口变化图示

库德赖欧佩什于2022年1月1日时的人口数量为364人。